# Estasi (romanzo Peter Carey)
Estasi (Bliss) è un romanzo di Peter Carey del 1981.

## Trama
Scritto come una favola comica e oscura, la storia riguarda un dirigente pubblicitario, Harry Joy, che ha brevemente "muore" per un attacco di cuore. Dopo essere rianimato, si rende conto che la vita che ha vissuto fino ad allora è letteralmente un inferno. Sua moglie lo tradisce con il suo associato, suo figlio è uno spacciatore di droga, e sua figlia è un comunista che si vende per drogarsi. In una delle scene più scioccanti del romanzo, intravisti attraverso una finestra, si verifica un incesto.
La redenzione si presenta sotto forma di Honey Barbara, una guaritrice e prostituta panteista. Ma Harry deve morire un'altra volta per essere veramente salvato.

## Edizioni
- Peter Carey, Estasi, traduzione di Mario Biondi, Frassinelli, 2003, ISBN 88-7684-722-7.